# Jadwiga Golczová

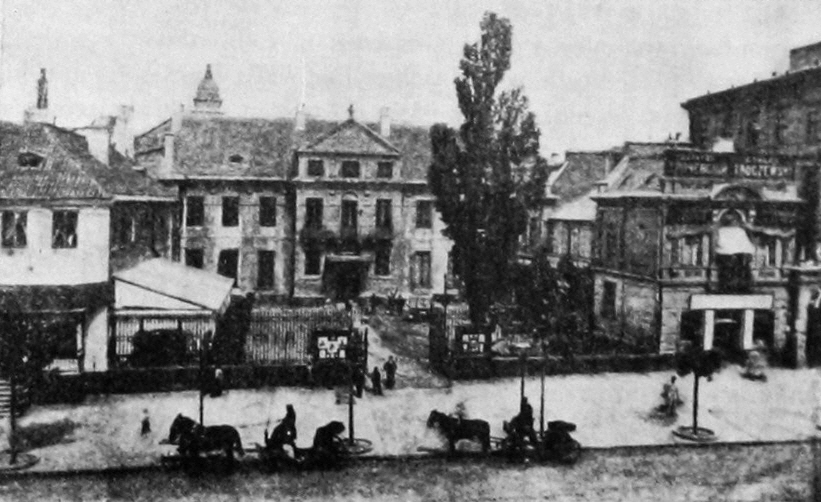
Jadwiga Golczová: Fotografie paláce Tarnowski ze strany ul. Krakowskie Przedmieście, Wędrowiec, 1898

Jadwiga Golczová (nepřechýleně Jadwiga Golcz; 1866 v Gradówě – 1936 ve Varšavě) byla polská fotografka, zakládající členka Varšavské fotografické společnosti.

## Životopis
Pocházela z bohaté statkářské rodiny, která se usadila v Kujavsku. Zpočátku studovala na škole Jadwigy Sikorské a poté navštěvovala kurzy grafiky a malby v ateliéru Wojciecha Gersona. Poté se začala zajímat o uměleckou fotografii a odjela studovat do Vídně a Paříže, kde se naučila fotografické techniky. Po návratu se seznámila s Franciszkem Ejsmontem, na jehož přemluvu koupila dům v Milanówku. Začínala s pořizováním portrétů v exteriéru. a dokumentovala umělecká díla. V polovině 90. let 20. století 19. století spolu se Stanisławem Szalayem koupila ateliér od Edwarda Troczewského, který se nachází ve Varšavě na ul. Erewańska 3 , a poté v hotelu Bristol. Rychle se stalo módním fotografickým studiem, jehož služeb využívali mj. Bolesław Prus nebo klavírista Ignacy Jan Paderewski. Pořídila také mimo jiné portréty Henryka Sienkiewicze, Ferdynanda Ruszczyce nebo Henryka Siemiradzkiho. Kromě fotografických služeb provozovala Jadwiga Golczová prodejnu se značkovým fotografickým vybavením. V ateliéru zaměstnávala polské ženy. V roce 1899 byl v Polsku představen a testován první fotoaparát pro pořizování barevných fotografií. Kinematografy byly také brzy uvedeny do prodeje. V roce 1899 Golczová společně se Szalayem podílela na vytvoření prvních distribučních sítí zahraničních filmů ve Varšavě a Lodži. O dva roky později Golczová uspořádal první výstavu filmového a filmového vybavení ve Varšavě.
Kromě portrétních fotografií se věnovala i novinářské fotografii, její fotografie byly publikovány ve Wędrowiec a Tygodnik Ilustrowany. Dokumentovala život varšavské elity. V těchto novinách v roce 1900 vyhlásila první fotografickou soutěž, jejíž vítězové získávali hodnotné ceny. V roce 1898 začala vydávat vlastní časopis věnovaný fotografii, nazvaný Światło. V roce 1907 se rozhodla spolu s Fr. Włodzimierzem Kirchnerem založit první fotografickou školu, kde také zaměstnávala především ženy. Období rozkvětu skončilo v roce 1910, iniciativa spotřebovala veškerý její majetek a po dvou letech skončila v konkurzu. Jadwiga Golczová se kromě finančních problémů nervově zhroutila a stáhla se z veřejného života.
Zemřela v roce 1936 v úplném zapomnění.

## Sbírky
Fotografie pořízené Jadwigou Golczovou lze nalézt ve sbírkách Národního muzea ve Varšavě, Národní knihovny Polska, Muzea ve Varšavě a Muzea umění v Lodži.

## Galerie

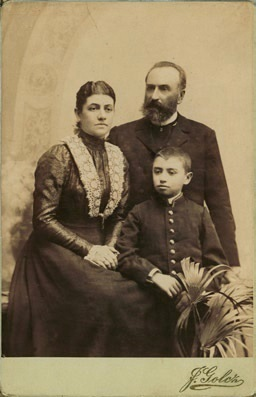
Stefan Buszczyński se svou snachou Jadwigou a vnukem Stefanem
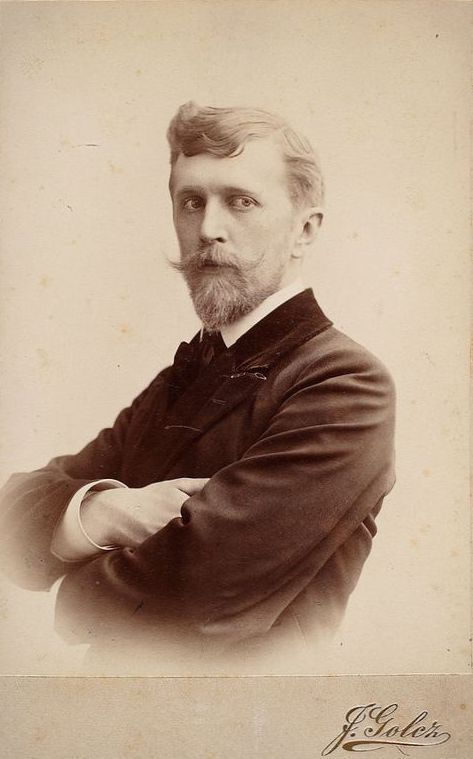
Ferdynand Ruszczyc (1870-1936)
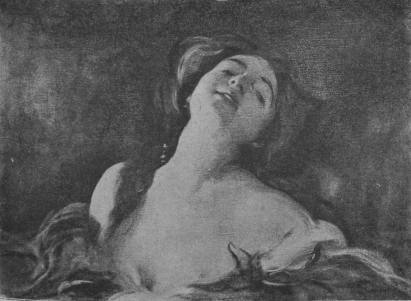
Franciszek Żmurko: Bachantka, foto: Jadwiga Golczová
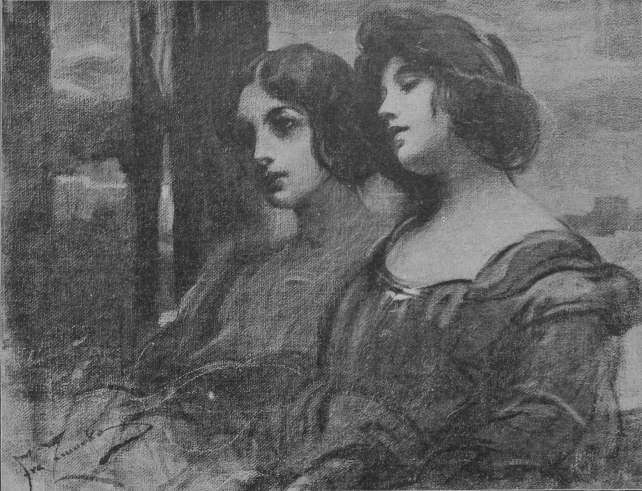
Franciszek Żmurko: Wieczorem, foto: Jadwiga Golczová
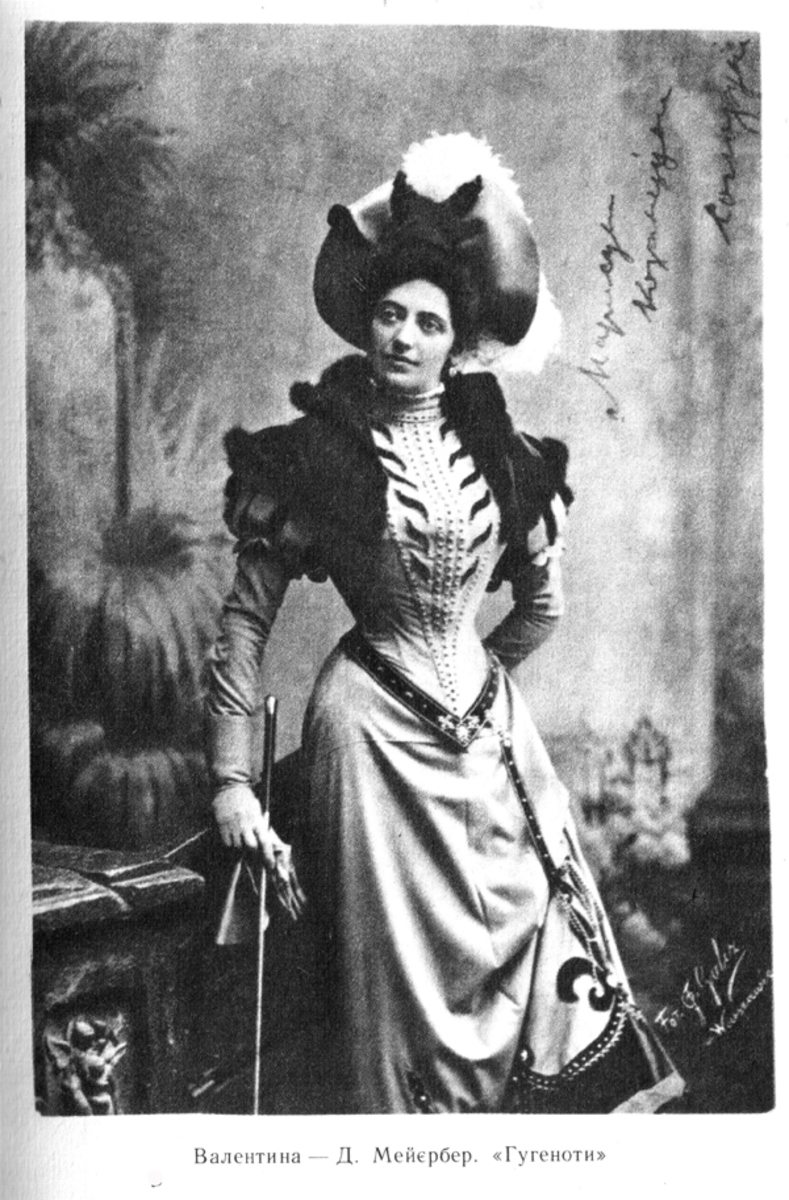
Krushelnytska - Valentine, foto: Jadwiga Golczová
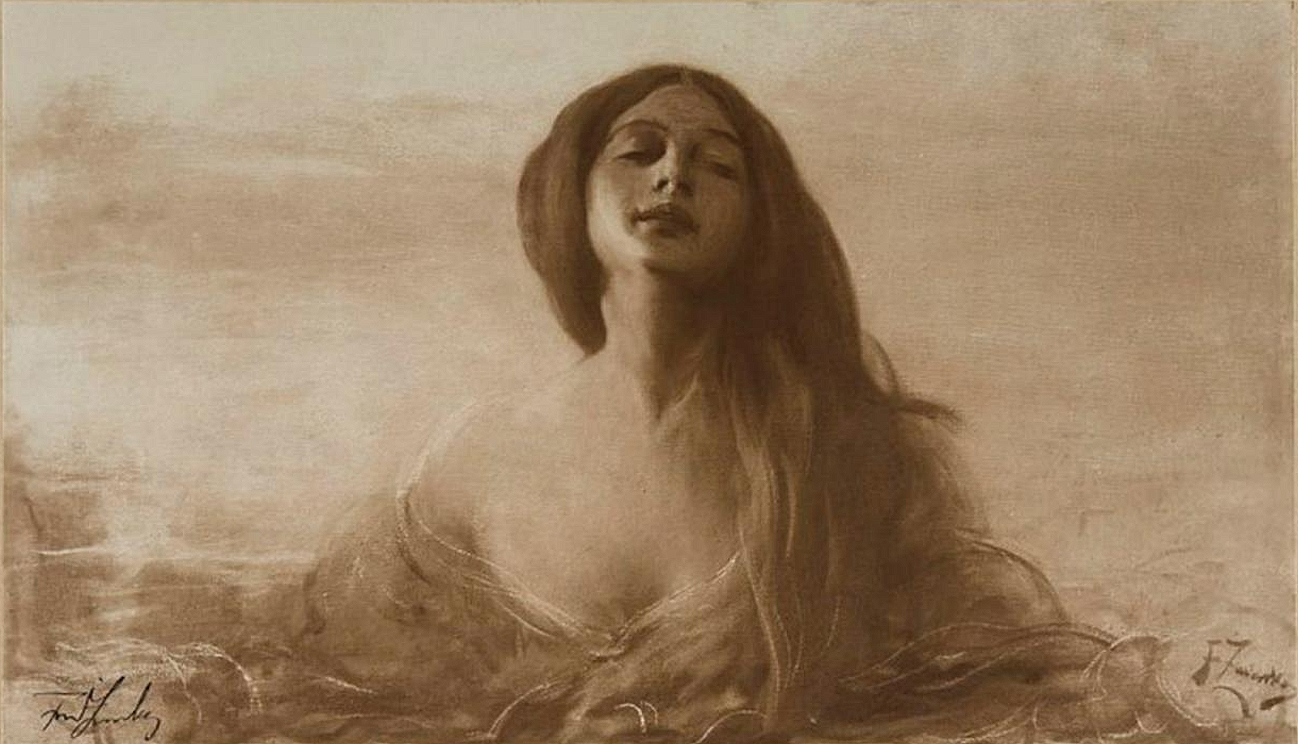
Women's study. malba: Franciszek Żmurko, foto: Jadwiga Golczová, 1905
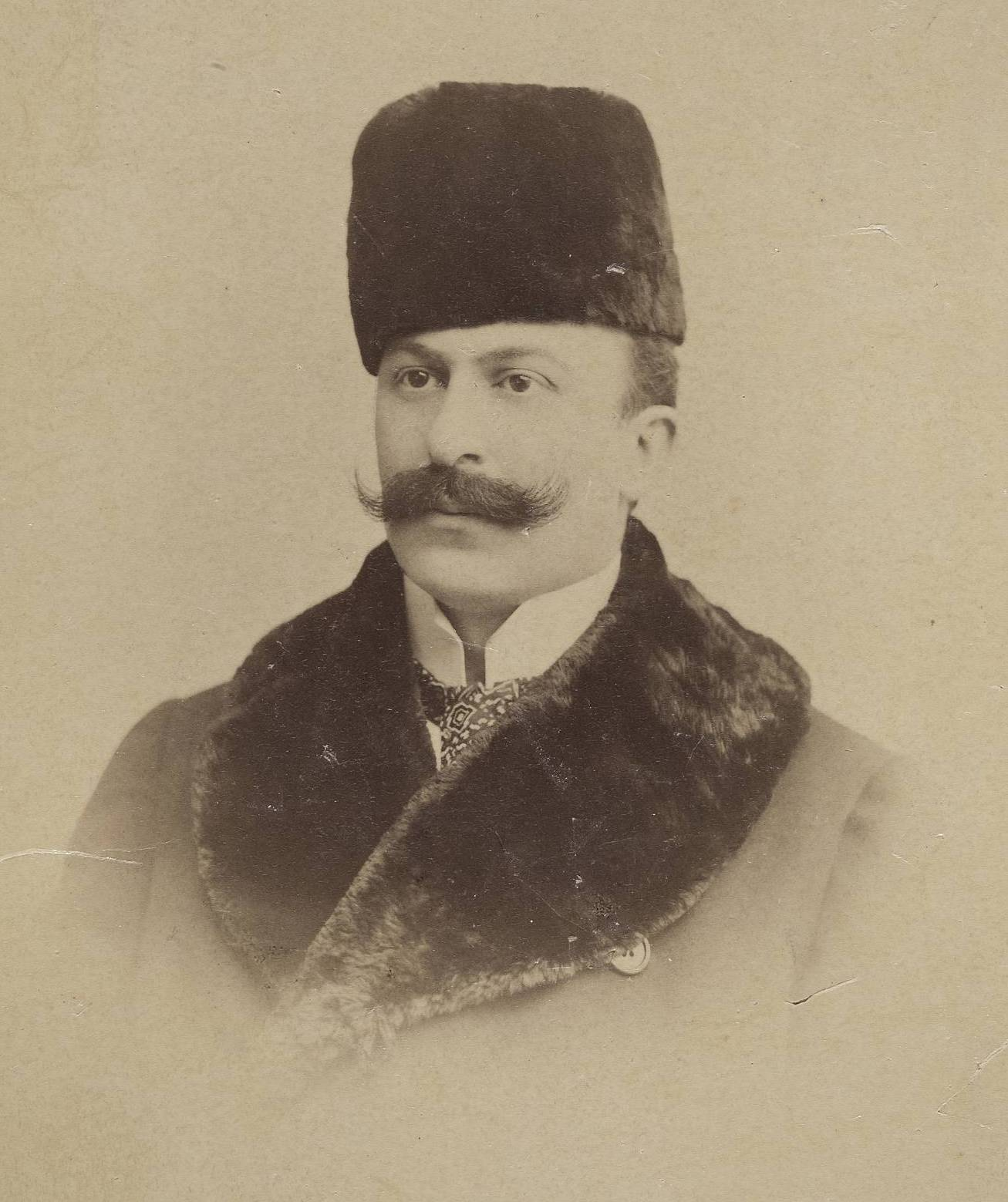
Władysław Rabski (1865-1925)
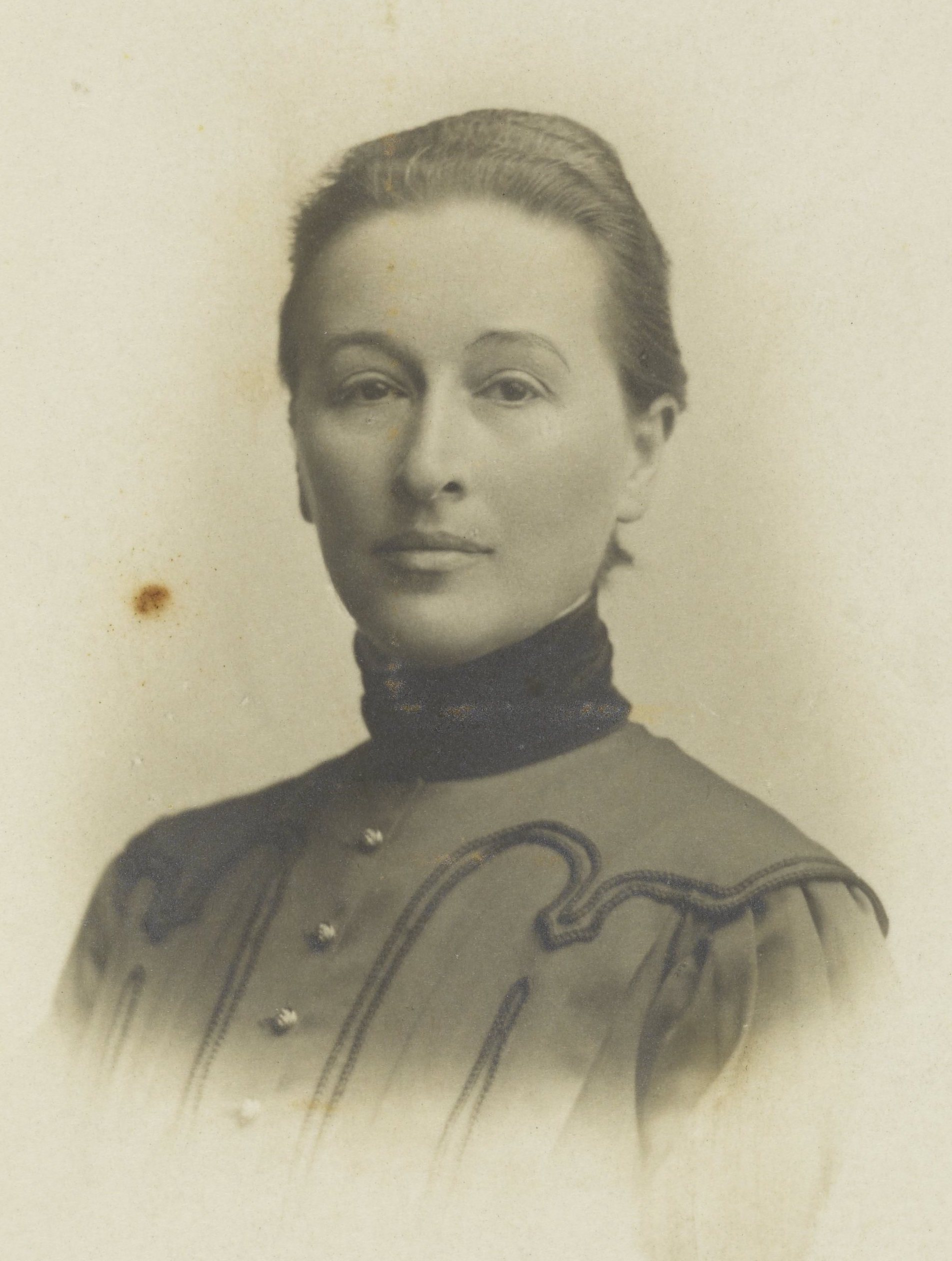
Zofia Stankiewicz
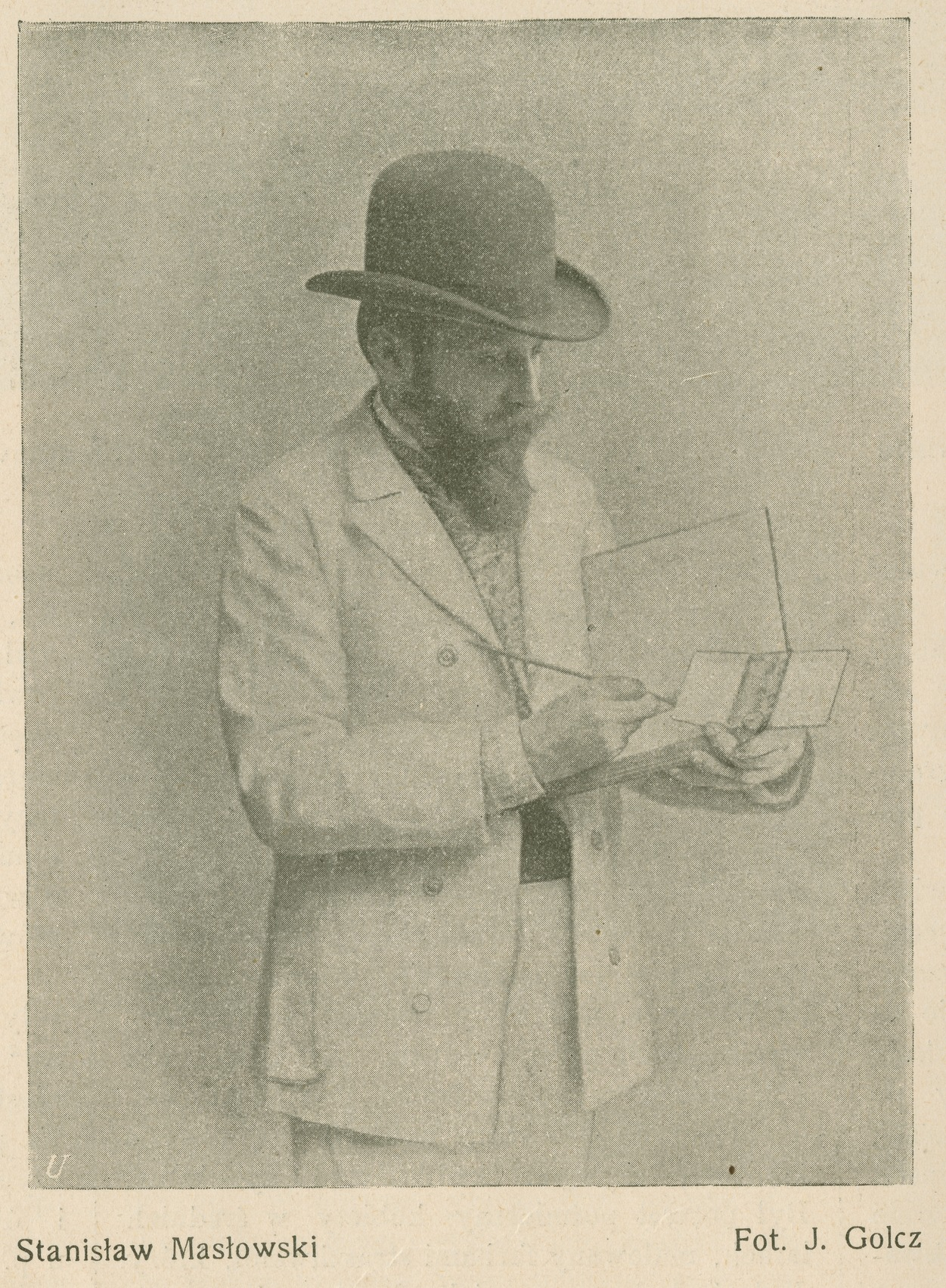
Stanisław Masłowski
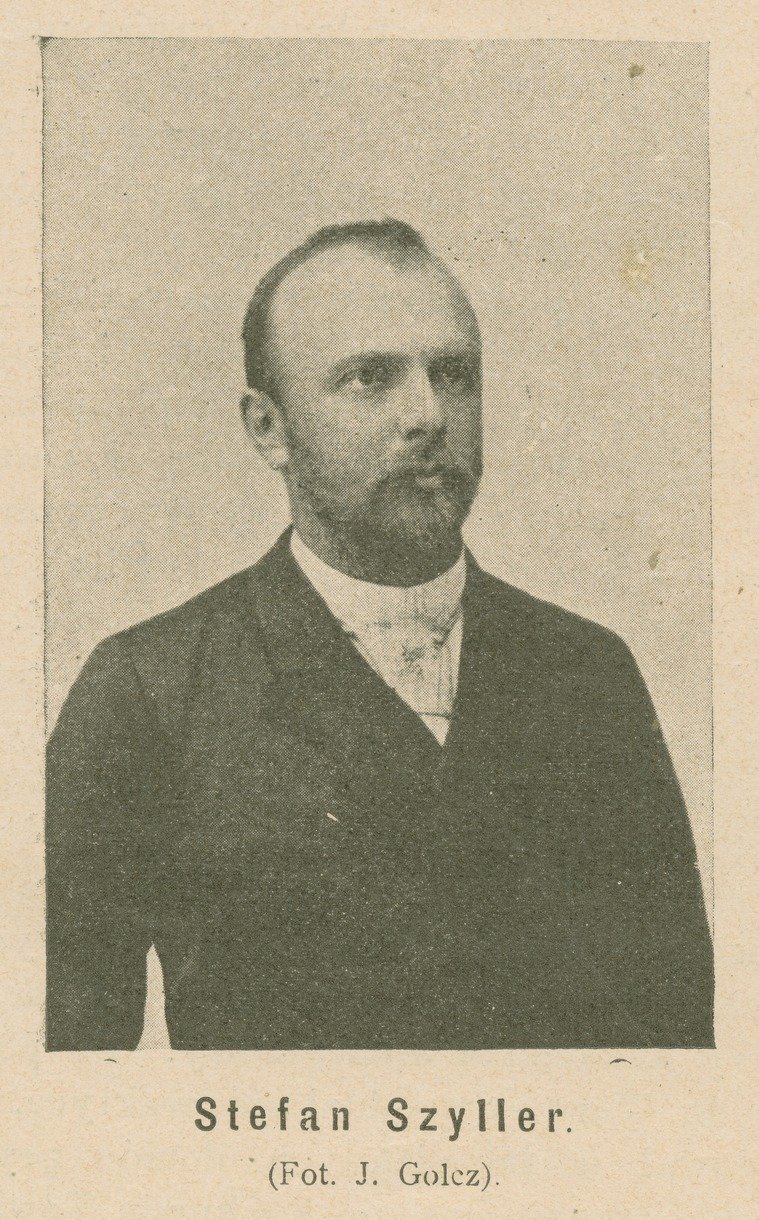
Stefan Szyller
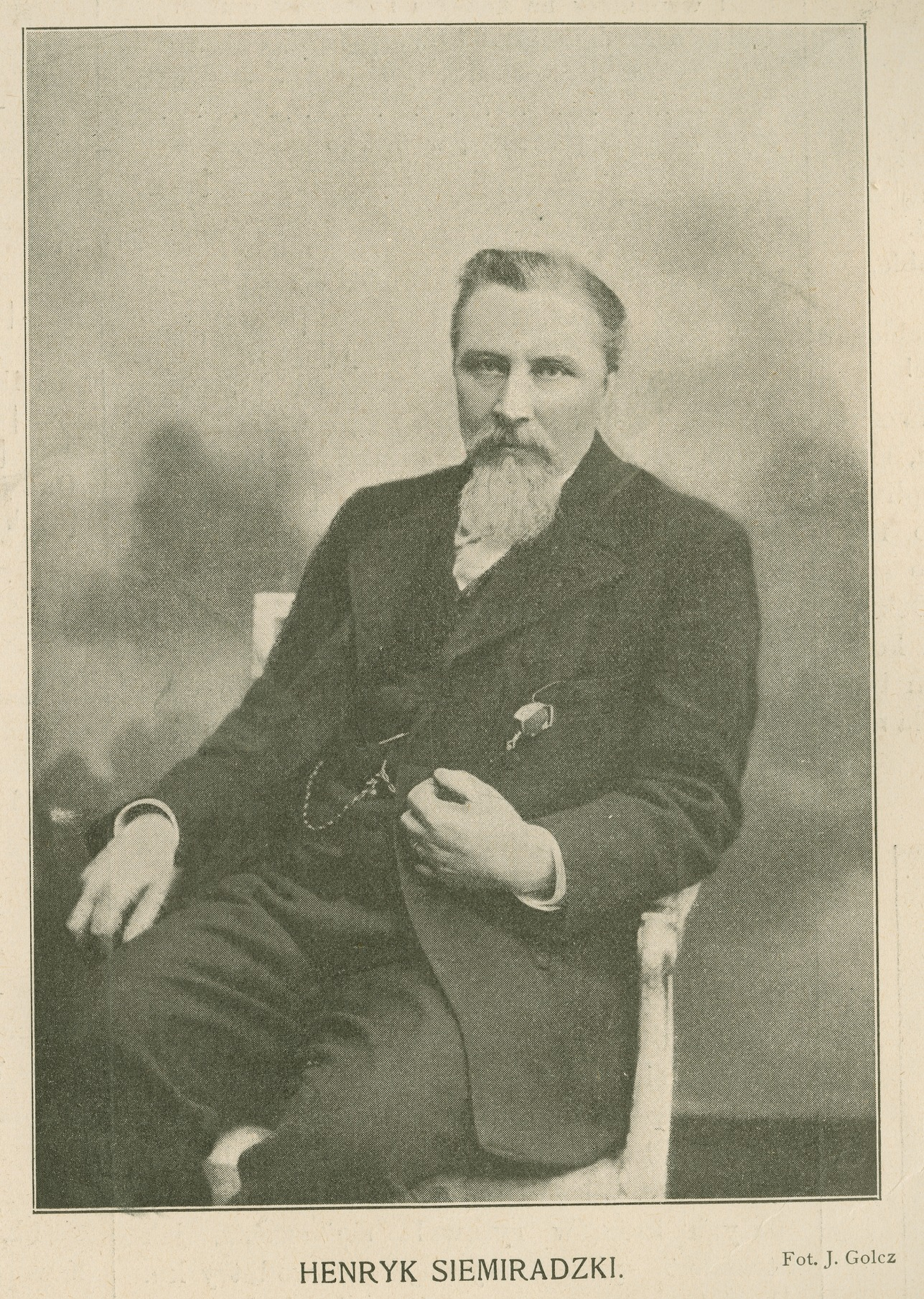
Henryk Siemiradzki
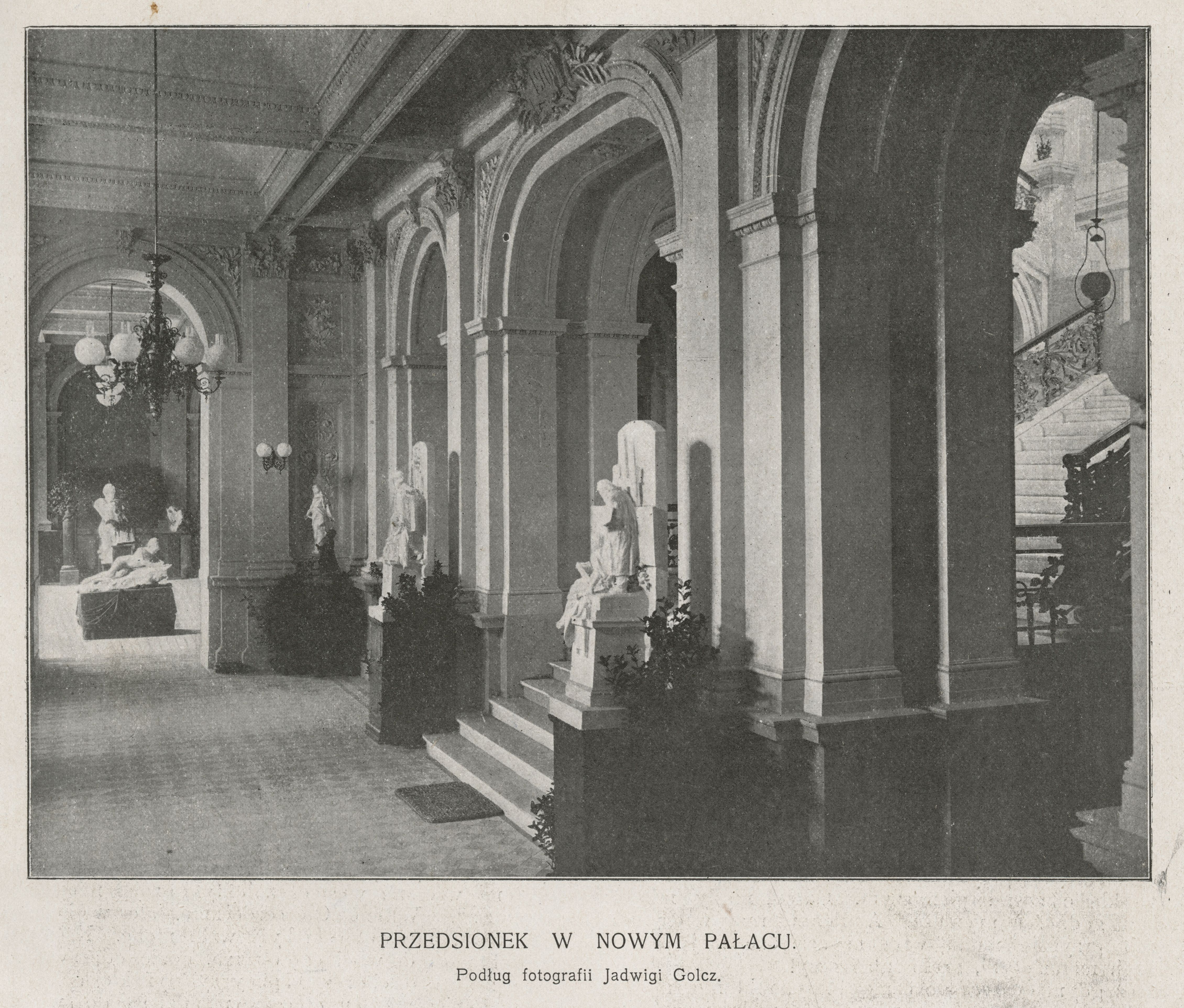
Budynek Zachęty Przedsionek w nowym pałacu
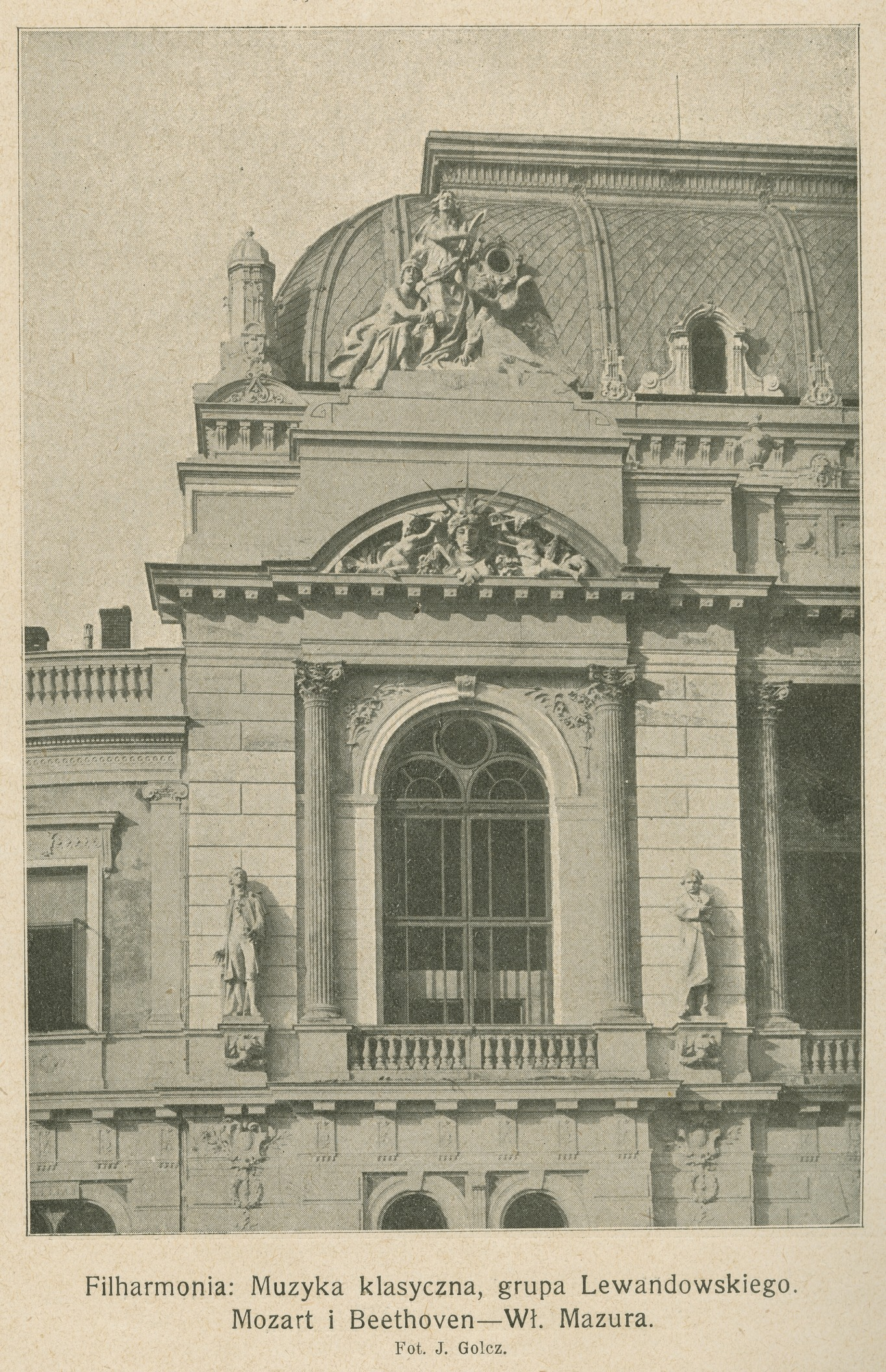
Filharmonia - Muzyka klasyczna, grupa Lewandowskiego - Mozart i Beethoven, Wł. Mazura
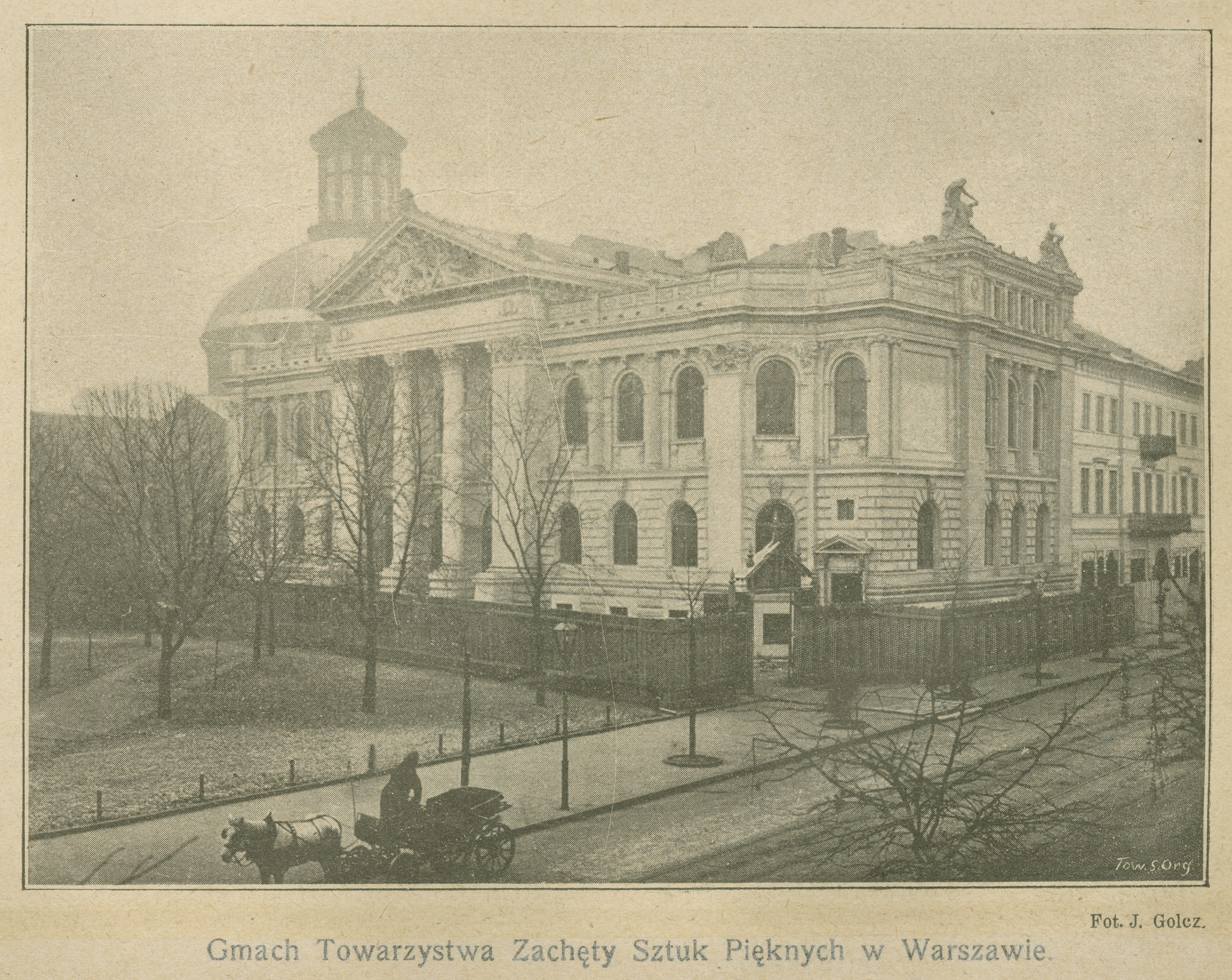
Gmach Towarzystwa Zachęty Sztuk Pięknych w Warszawie
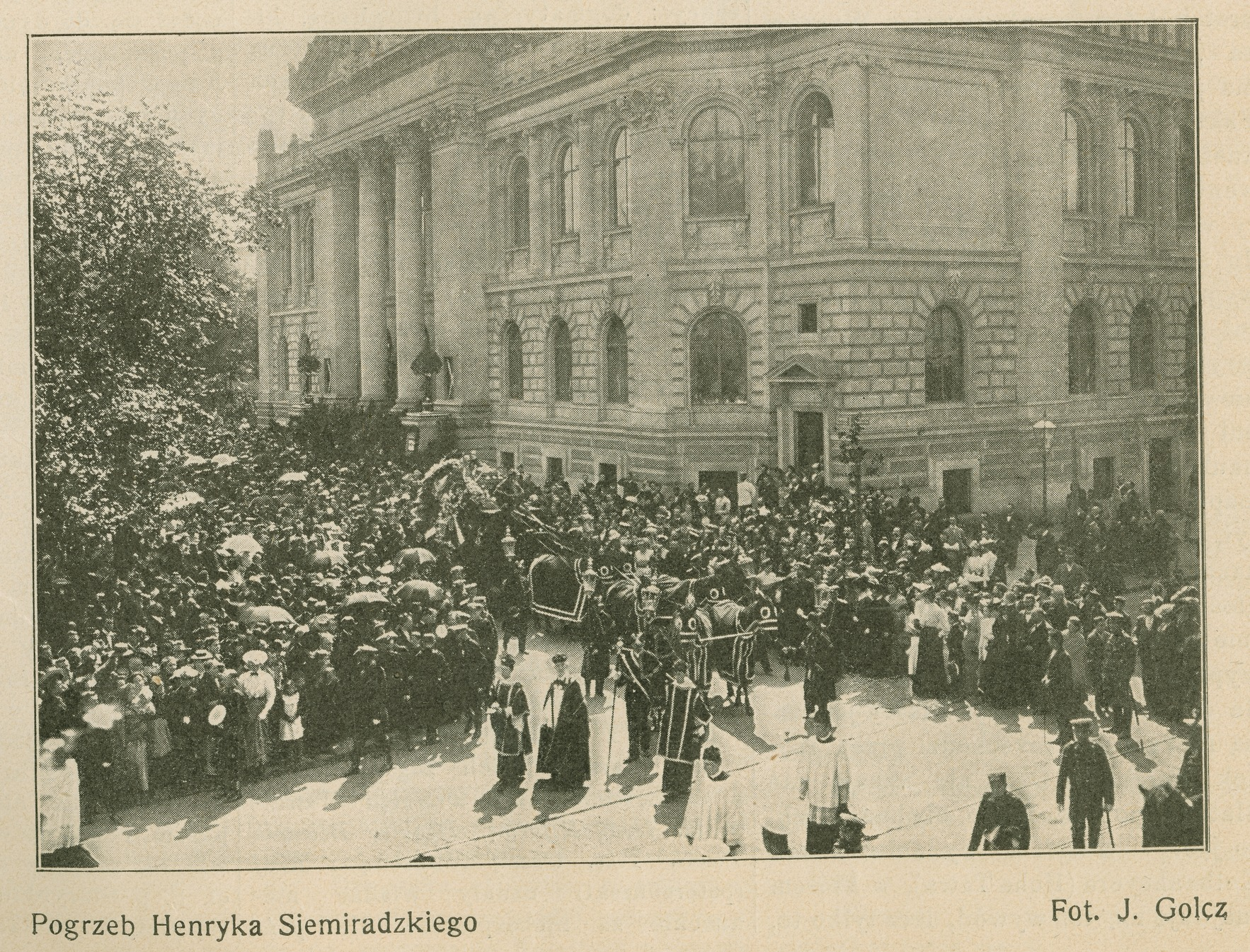
Pohřeb Henryka Siemiradzkiego
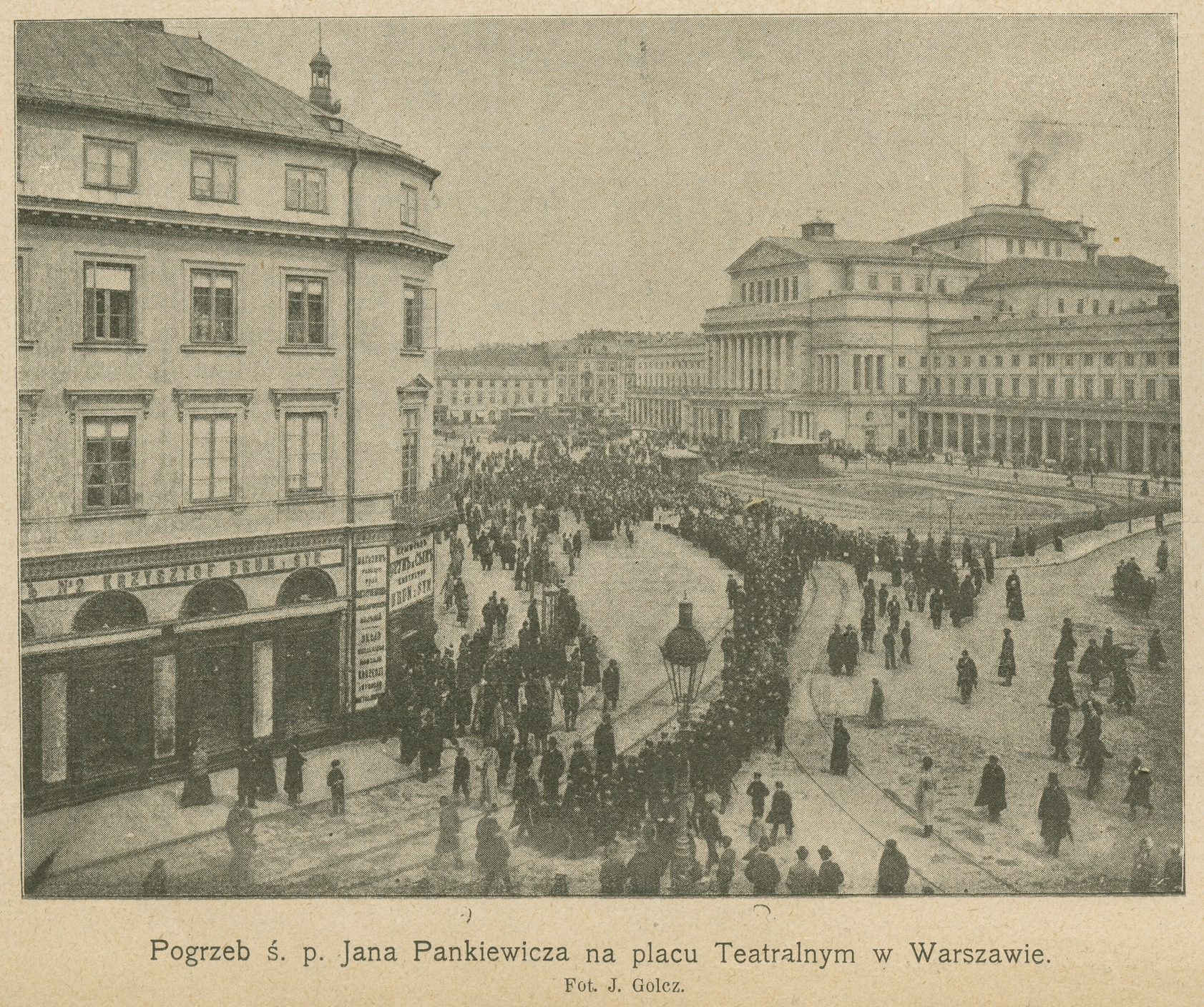
Pohřeb Jana Pankiewicza na Divadelním náměstí ve Varšavě